# Північно-Західний департамент
Північно-Західний департамент Гаїті (фр. Le Département du Nord-Ouest, гаїт. креол. Nòdwès) — один з 10 департаментів Гаїті.
Розташовується на півночі країни і з островом Тортуга є найпівнічнішим департаментом Гаїті.
Площа становить 2176 км², населення 662 777 чоловік (за станом на 2009 рік). Адміністративний центр — місто Пор-де-Пе.

## Округи та комуни
У департамент входить 3 округи та 9 комун:
- Моль-Сен-Нікола (Môle Saint Nicholas)
  - Бе-де-Ен (Baie de Henne)
  - Бомбардополіс (Bombardopolis)
  - Жан-Рабель (Jean-Rabel)
- Пор-де-Пе (Port-de-Paix)
  - Басен-Бле (Bassin Bleu)
  - Шансольм (Chansolme)
  - Ля-Тортю (La Tortue)
  - Пор-де-Пе (Port-de-Paix)
- Сен-Луї-дю-Нор (Saint-Louis du Nord)
  - Анс-а-Фолер (Anse-à-Foleur)
  - Сен-Луї-дю-Нор (Saint-Louis du Nord)

| Гаїті | Це незавершена стаття з географії Гаїті. Ви можете допомогти проєкту, виправивши або дописавши її. |